# Paliseul
Paliseul (prononcer /palizœl/, en wallon Palijhoû) est une commune francophone de Belgique située en Région wallonne dans la province de Luxembourg, ainsi qu’une localité où siège son administration.
Paliseul a sa gare ferroviaire sur la ligne 166 (Dinant-Bertrix).

## Géographie
La commune est en bordure de la province de Namur.
Le Parc national de la Vallée de la Semois (28 903 hectares) est situé sur le territoire des huit communes de Bertrix, Bouillon, Chiny, Florenville, Herbeumont, Paliseul, Tintigny et Vresse-sur-Semois . Ses sites naturels font partie du réseau Natura 2000 .
| Daverdisse |          | Libin   |
| Bièvre     | Paliseul |         |
| Bouillon   |          | Bertrix |

### Sections
| # | Nom              | Superf. (km²) | Habitants (2020) | Habitants par km² | Code INS |
| - | ---------------- | ------------- | ---------------- | ----------------- | -------- |
| 1 | Paliseul         | 15,24         | 1.810            | 119               | 84050A   |
| 2 | Opont            | 17,60         | 410              | 23                | 84050B   |
| 3 | Framont          | 10,11         | 221              | 22                | 84050C   |
| 4 | Offagne          | 11,10         | 587              | 53                | 84050D   |
| 5 | Fays-les-Veneurs | 14,65         | 551              | 38                | 84050E   |
| 6 | Nollevaux        | 11,50         | 339              | 29                | 84050F   |
| 7 | Carlsbourg       | 15,09         | 943              | 62                | 84050G   |
| 8 | Maissin          | 15,98         | 531              | 33                | 84050H   |

### Villages
- Almache est un hameau qui faisait partie de l'ancienne commune de Nollevaux.

- Beth est un hameau qui faisait partie de l'ancienne commune d'Opont.

- Carlsbourg qui s'appelait autrefois Saussure.

- Fays-les-Veneurs.

- Framont.

- Frêne est un hameau qui faisait partie de l'ancienne commune d'Opont.

- Launoy est un hameau de la commune de Paliseul.

- Maissin. Contrairement aux autres localités de la commune, ce village ne dépendait pas, sous l'ancien régime, du duché de Bouillon mais du duché de Luxembourg. Cette ancienne frontière d'état a eu des conséquences jusqu'en 1999. En effet, durant la période française et une partie de la période hollandaise, elle constitua une frontière départementale (entre le département des Forêts et celui de Sambre-et-Meuse), puis provinciale (jusque 1823). Elle continua jusqu'en 1999[4],[5] à former une limite de canton judiciaire : Maissin ne faisait pas partie du canton judiciaire de Paliseul mais de celui de Saint-Hubert.

- Merny est un village qui faisait partie de l'ancienne commune de Carlsbourg. Merny a, par le passé, également été une commune indépendante.

- Le moulin de Naomé est le nom d'un hameau qui faisait partie de l'ancienne commune de Carlsbourg et qui est proche du village de Naomé.

- Nollevaux.

- Offagne. L'ancienne commune d'Offagne a été partagée à l'occasion de la fusion des communes de 1977 : le village d'Offagne fut transféré à la commune de Paliseul tandis que le village d'Assenois fut transféré à la commune de Bertrix.

- Opont.

- Our est un village qui faisait partie de l'ancienne commune d'Opont.

- Paliseul.

- Plainevaux est un village qui faisait partie de l'ancienne commune de Nollevaux. Plainevaux accueille la Chapelle Saint-Hubert. C'est un petit sanctuaire rural en schiste situé dans un cimetière et entouré d'une muraille.

- Saint-Eloi est un hameau qui faisait partie de l'ancienne commune de Nollevaux.

## Démographie

### Évolution démographique avant la fusion de 1977
- Source: DGS, 1831 à 1970=recensements population, 1976= habitants au 31 décembre
- 1900: Scission de Carlsbourg

### Évolution démographique de la commune fusionnée
En tenant compte des anciennes communes entraînées dans la fusion de communes de 1977, on peut dresser l'évolution suivante:
Les chiffres des années 1831 à 1970 tiennent compte des chiffres des anciennes communes fusionnées.
- Source: DGS , de 1831 à 1981=recensements population; à partir de 1990 = nombre d'habitants chaque 1 janvier[6]

## Histoire
Au cours de la Seconde Guerre mondiale, le 10 mai 1940, les Allemands envahissent la Belgique. Ainsi, dans les premières heures du 12 mai 1940, Paliseul est prise par les Allemands de la Schützen-Brigade 2, unité de la 2e Panzerdivision du XIX. Armee-Korps (mot.) qui a pour objectif de traverser la Meuse au niveau de Sedan.

## Héraldique
|  | La commune possède des armoiries. Blasonnement : Ecartelé : aux 1 et 4 d’azur semé de fleurs de lis d’or, à une tour d’argent maçonnée de sable brochant ; au 2 d’or à trois tourteaux de gueules ; au 3 coticé d’or et de gueules ; sur le tout, parti d’or à un gonfanon de gueules frangé de sinople et de gueules à la fasce d’argent. - Délibération communale : 30 septembre 1991 - Arrêté de l'exécutif de la communauté : 6 janvier 1992 Source du blasonnement : Lieve Viaene-Awouters et Ernest Warlop, Armoiries communales en Belgique, Communes wallonnes, bruxelloises et germanophones, t. 2 : Communes wallonnes M-Z, Communes bruxelloises, Communes germanophones, Bruxelles, Dexia, 2002. |

## Politique et administration

### Conseil et collège communal 2024-2030
| Collège communal   |                   |                          |
| ------------------ | ----------------- | ------------------------ |
| Bourgmestre        | Alain Poncelet    | MR - DYNAMIQUE CITOYENNE |
| 1er Échevin        | François Lagneau  | MR- VISION 2030          |
| 2e Échevin         | Freddy Arnould    | DYNAMIQUE CITOYENNE      |
| 3e Échevin         | Dominique Prignon | MR - DYNAMIQUE CITOYENNE |
| 4e Échevine        | Valérie Lafarque  | DYNAMIQUE CITOYENNE      |
| Présidente du CPAS | Anne Carrozza     | MR - VISION 2030         |

### Jumelages
Paliseul est jumelée avec
- Sauvian (France) depuis 1992, commune de l’Hérault (Occitanie)

### Sécurité et secours
La commune fait partie de la zone de police Semois et Lesse pour les services de police, ainsi que de la zone de secours Luxembourg pour les services de pompiers. Le numéro d'appel unique pour ces services est le 112.

## Patrimoine et culture

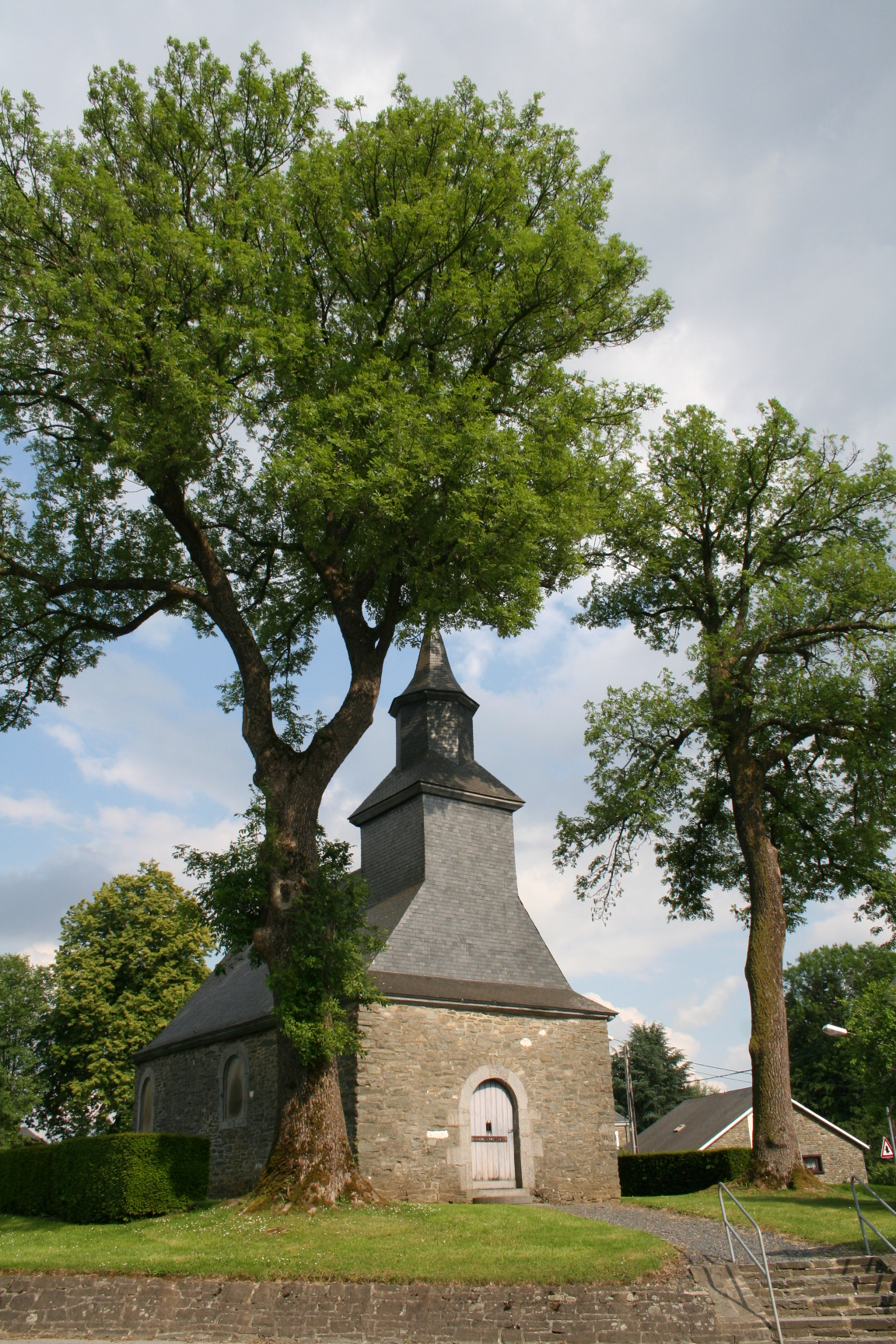
La chapelle Saint-Roch (1636).

## Personnalités
- Joseph Monin (1741-1829), évêque constitutionnel du Diocèse de Sedan, y naquit.
- Justin Gillet (1866-1943), frère jésuite, fondateur du jardin botanique de Kisantu (République démocratique du Congo) ;
- Stédo, de son vrai nom Stéphane Dauvin, dessinateur de bande dessinée ;
- Thomas Braun (1876–1961), juriste et poète symboliste ayant résidé à Maissin ;
- Samuel et Ludovic Daxhelet, les deux frères finalistes de Pékin Express : La Route des grands fauves (2011) et vainqueurs de l’édition suivante, Pékin Express : Le Passager mystère (2012).
- Dominique Philippe, artiste peintre né en 1947 et ayant résidé à Paliseul.
- Maxime Collard, chef étoilé depuis 2010 (deux étoiles au guide Michelin) tenant son établissement étoilé à Our[8].
- Fiona Ferro, joueuse de tennis, née en 1997.